# A trolibusz (Varsó)
A varsói A jelzésű trolibusz a Trębacka és a Plac Unii Lubelskiej között közlekedett. A viszonylatot a Miejskie Zakłady Komunikacyjne w Warszawie üzemeltette. A járműveket a Łazienkowska kocsiszín állította ki. 1946. január 5-én indultak meg a trolibuszok a vonalon. A trolibuszjárat 1948. november 28-án megszüntetésre került. Szerepét az 54-es trolibusz vette át.

## Útvonala
| Plac Unii Lubelskiej felé | Trębacka felé |
| --- | --- |
| Trębacka – plac Piłsudskiego – plac Małachowskiego – Kredytowa – Jasna – Zgoda – Bracka – plac Trzech Krzyży – Aleje Ujazdowskie – Bagatela – Plac Unii Lubelskiej | Plac Unii Lubelskiej – aleja Szucha – Aleje Ujazdowskie – plac Trzech Krzyży – Traugutta – Mazowiecka – plac Powstańców Warszawy – Szpitalna – Bracka – Zgoda – Jasna – Kredytowa – plac Małachowskiego – plac Piłsudskiego – Trębacka |